# Munspel under molnen
Munspel under molnen är en prosabok av Maria Wine, utgiven 1956. Den innehåller impressioner från resor till bland annat Marocko, Kina och Island som hon gjorde tillsammans med sin make Artur Lundkvist, samt prosadikter.